# Kanton Montpon-Ménestérol
Der Kanton Montpon-Ménestérol ist seit 1790 ein französischer Wahlkreis im Arrondissement Périgueux, im Département Dordogne und in der Region Nouvelle-Aquitaine; sein Hauptort ist Montpon-Ménestérol, Vertreter im Generalrat des Départements ist seit 2004 Jean-Paul Lotterie (PS).

## Gemeinden
Der Kanton besteht aus 15 Gemeinden mit insgesamt 19.234 Einwohnern (Stand: 1. Januar 2022) auf einer Gesamtfläche von 478,91 km²:
| Gemeinde                       | Einwohner 1. Januar 2022 | Fläche km² | Dichte Einw./km² | Code INSEE | Postleitzahl |
| ------------------------------ | ------------------------ | ---------- | ---------------- | ---------- | ------------ |
| Échourgnac                     | 395                      | 34,88      | 11               | 24159      | 24410        |
| Eygurande-et-Gardedeuil        | 407                      | 35,62      | 11               | 24165      | 24700        |
| La Roche-Chalais               | 3.023                    | 89,40      | 34               | 24354      | 24490        |
| Le Pizou                       | 1.416                    | 17,02      | 83               | 24329      | 24700        |
| Ménesplet                      | 1.911                    | 18,91      | 101              | 24264      | 24700        |
| Montpon-Ménestérol             | 5.845                    | 46,34      | 126              | 24294      | 24700        |
| Moulin-Neuf                    | 973                      | 8,62       | 113              | 24297      | 24700        |
| Parcoul-Chenaud                | 809                      | 26,75      | 30               | 24316      | 24410        |
| Saint Aulaye-Puymangou         | 1.432                    | 46,00      | 31               | 24376      | 24410        |
| Saint-Barthélemy-de-Bellegarde | 506                      | 33,12      | 15               | 24380      | 24700        |
| Saint-Martial-d’Artenset       | 944                      | 32,14      | 29               | 24449      | 24700        |
| Saint Privat en Périgord       | 1.127                    | 44,04      | 26               | 24490      | 24410        |
| Saint-Sauveur-Lalande          | 149                      | 9,30       | 16               | 24500      | 24700        |
| Saint-Vincent-Jalmoutiers      | 220                      | 16,21      | 14               | 24511      | 24410        |
| Servanches                     | 77                       | 20,56      | 4                | 24533      | 24410        |
| Kanton Montpon-Ménestérol      | 19.234                   | 478,91     | 40               | 2409       | –            |

Bis zur landesweiten Neuordnung der französischen Kantone im März 2015 gehörten zum Kanton Montpon-Ménestérol die acht Gemeinden Échourgnac, Eygurande-et-Gardedeuil, Ménesplet, Montpon-Ménestérol, Le Pizou, Saint-Barthélemy-de-Bellegarde, Saint-Martial-d’Artenset und Saint-Sauveur-Lalande. Sein Zuschnitt entsprach einer Fläche von 227,33 km². Er besaß vor 2015 einen anderen INSEE-Code als heute, nämlich 2423.

## Veränderungen im Gemeindebestand
2017:
- Fusion Festalemps, Saint-Antoine-Cumond und Saint-Privat-des-Prés → Saint Privat en Périgord

2016:
- Fusion Chenaud und Parcoul → Parcoul-Chenaud
- Fusion Puymangou und Saint-Aulaye → Saint Aulaye-Puymangou

## Bevölkerungsentwicklung
| 1962 | 1968 | 1975   | 1982   | 1990   | 1999  | 2006   | 2011   |
| ---- | ---- | ------ | ------ | ------ | ----- | ------ | ------ |
| 9321 | 9992 | 10.219 | 10.276 | 10.068 | 9.893 | 10.599 | 10.930 |